# Pennisetum bambusiforme
Pennisetum bambusiforme là một loài thực vật có hoa trong họ Hòa thảo. Loài này được (E.Fourn.) B.D.Jacks. mô tả khoa học đầu tiên năm 1894.